# Awamori
Awamori (jap. 泡盛 awa-mori) – rodzaj napoju alkoholowego, pochodzącego z japońskiej wyspy Okinawa. 

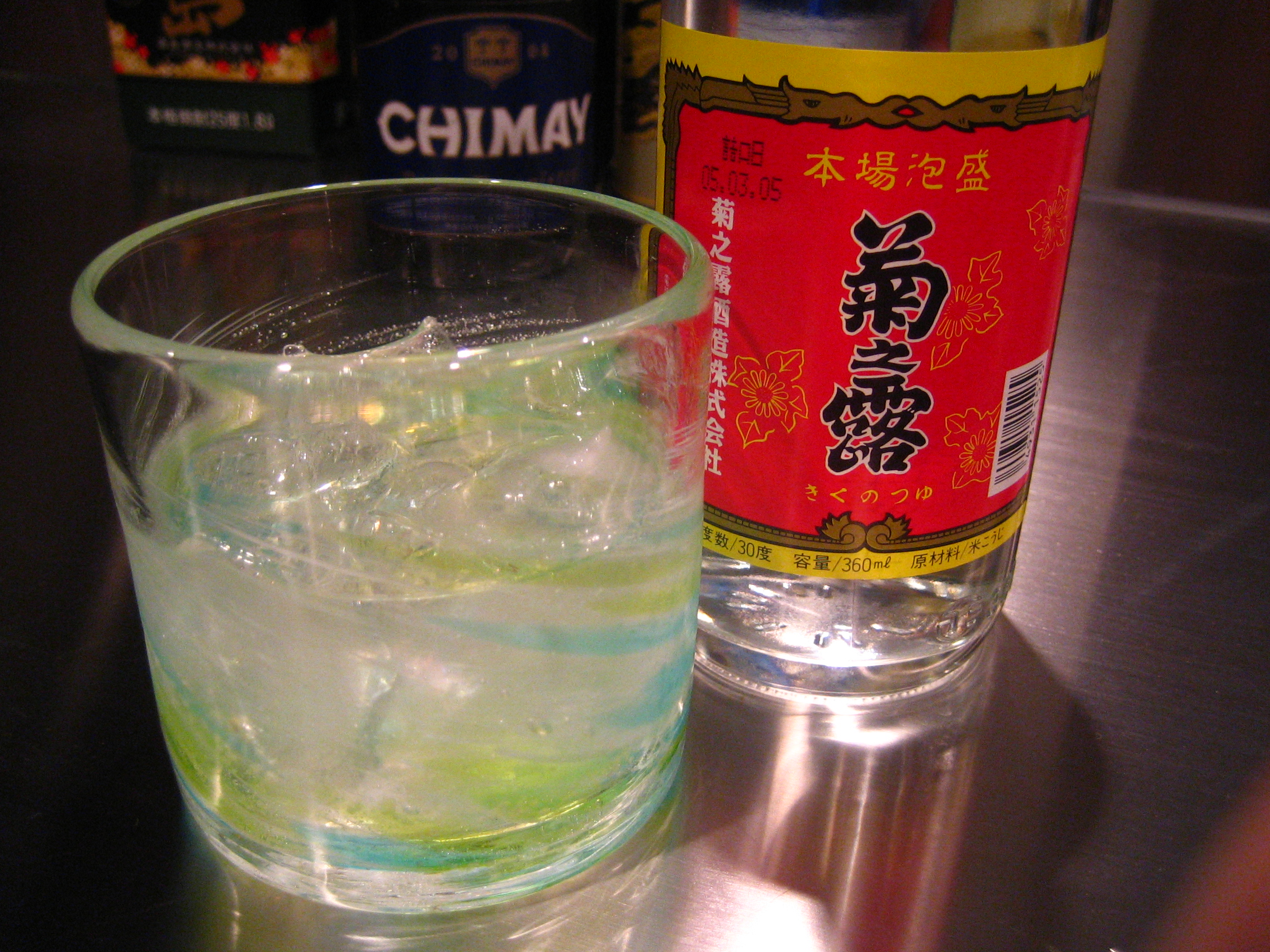
Butelka awamori Kikunotsuyu i szklanka trunku w popularnej odmianie z lodem

Od początku XV wieku wyspy Riukiu prowadziły wielostronny handel z Chinami i krajami Azji Południowo-Wschodniej. Import obejmował również destylowany alkohol z terenów ówczesnego Syjamu (obecnie Tajlandia), co pociągnęło za sobą wprowadzenie na wyspy tamtejszej techniki i produkcję własnego alkoholu. Z biegiem lat udoskonalano proces wytwarzania i wprowadzano zmiany, co pozwoliło nawet na jego eksport. 
Awamori jest wytwarzana w procesie destylacji długoziarnistego ryżu gatunku indica, sprowadzanego z Tajlandii. Produkcja jest więc podobna, jak w przypadku shōchū, ale odmienna od procesu wytwarzania sake (właśc. nihon-shu), w którym wykorzystuje się fermentację. 
W przypadku alkoholu Okinawy wykorzystuje się grzyby o nazwie Aspergillus awamori. Sake natomiast jest wytwarzana przy użyciu grzybów Aspergillus ozyrae.
Średni poziom alkoholu etylowego w awamori wynosi około 30%. Jednakże istnieją warianty wysokoprocentowych odmian tego trunku, które przekraczają 60% alkoholu. Napój podaje się głównie z dodatkiem wody oraz kostkami lodu. Sposób ten jest popularny właśnie na Okinawie.
Nazwę "awamori" zaczęto używać pod koniec XVII wieku. Wcześniej używano nazw: "saki", "shigechi saki" i "okusuri" (lekarstwo). Jest wiele teorii na temat pochodzenia nazwy awamori: 
- była niegdyś produkowana z prosa, a to po japońsku awa;
- w trakcie nalewania tworzy bąbelki (również awa);
- podczas nalewania mocnego alkoholu tworzy pianę  (awa).
- przybysze z klanu Satsuma na Kiusiu nazwali ten alkohol awamori, aby odróżnić go od własnego shōchū[4].